# 中华狸尾豆
中华狸尾豆（学名：Uraria sinensis）为豆科狸尾豆属下的一个种。其种加词“sinensis”意为“中华的”。